# Tomás Taylor
Tomás Taylor (Thomas Taylor) fue un marino estadounidense que sirvió en la armada revolucionaria de Buenos Aires en 1811.

## Biografía
Taylor nació en Wilmington, Delaware, en 1779. En sociedad con Joshua G. Ward navegó con la balandra Pinkney. El 15 de mayo de 1805 Taylor, quien se encontraba entonces en la ciudad de Buenos Aires como primer piloto de la corbeta estadounidense The Hunter of Baltimore, fue sumariado por orden del Virrey Rafael de Sobremonte acusado de haber ayudado a ingresar a un corsario en el puerto de Buenos Aires. En 1808, siendo capitán de la goleta Molly, fue capturado por el guardacostas español San José y Ánimas acusado de contrabando. Detenido, Taylor fue puesto en un cepo durante 4 horas. 
Permaneció en Buenos Aires y adhirió a la revolución de Mayo de 1810. Una vez consolidada, ante la amenaza de la escuadra realista de Montevideo, la Primera Junta de gobierno dispuso la creación de una escuadra. El elegido para su conducción fue Juan Bautista Azopardo, quien fue derrotado en el Combate de San Nicolás del 2 de marzo de 1811 por Jacinto de Romarate.
En septiembre de 1810, el gobierno revolucionario había incorporado a su armada al bergantín (o Queche) Hiena, nave de 300 toneladas de porte, armada con quince cañones de a doce, muy rápida y especialmente apta para navegar con poco calado, por lo que se había convertido en el principal desafío para la superior flota realista. Tras estar al mando brevemente del capitán Estanislao Courrande y de Augusto Favier, el 11 de enero de 1811 fue puesto al mando de Tomás Taylor. Destruida la escuadrilla, el Hiena se convirtió en la única nave capaz de oponerse a la escuadra realista y Taylor fue puesto al frente de la escasa fuerza del río: el Hiena y los escasos lanchones artillados del puerto.

### Bombardeos de Buenos Aires
El virrey Francisco Javier de Elío, mientras proponía la realización de negociaciones, envió una flota al mando de Michelena que los días 15 de julio y 12 de agosto de 1811 bombardearon la ciudad. 
El comandante Taylor se encontraba ausente por lo que la defensa quedó al mando de Bouchard. Dado que el Hiena era la única nave capaz de forzar el bloqueo era habitual que efectuara esas salidas en servicio.
El primer ataque realista fue enfrentado con un único lanchón, cuyo cañón salió rápidamente de servicio. Iniciado sin intimación previa, consiguió impactar en varios puntos de la ciudad pero sin mayores consecuencias. 
El segundo fue enfrentado por cuatro pequeños lanchones artillados con un único cañón, que Bouchard adelantó para proteger el acceso desde las balizas exteriores. El único avance realista fue el de uno de los faluchos que apoyado por una cañonera se desprendió de la línea, se aproximó algo y luego de intercambiar disparos retorno a su posición inicial: "Todas esta horas que hubo de tiroteo fue diversión para el vecindario, que lo más de él estuvieron sobre la barranca pasando el tiempo en reírse de los enemigos, que tan sólo de lejos hacían ruido y no se aproximaban de temor, sin poner en ejecución el bombardeo amenazado"

### Tercer bombardeo de Buenos Aires
El 23 de septiembre de 1811 cayó en Buenos Aires la Junta Grande y se hace cargo del poder ejecutivo el Primer Triunvirato, el cual el 20 de octubre de 1811 firma con Elío un armisticio.
El apoyo encubierto que los revolucionarios continuaban brindando a las milicias orientales y el incumplimiento del retiro de las tropas portuguesas provocaron la ruptura del tratado, por lo que el sucesor de Elío, el gobernador de Montevideo Gaspar de Vigodet dio órdenes de reiniciar las operaciones sobre Buenos Aires. 
El 4 de marzo la escuadra bloqueadora, compuesta por siete buques, incluido el bergantín Cisne, al mando de Primo de Rivera, abandonó su fondeadero habitual y entró en balizas donde tomó posiciones al mediodía.
Primo de Rivera pudo dar ancla sin oposición frente al muelle. Sin mediar parlamento o intimación alguna abrió fuego a bala rasa sobre las baterías, el queche Hiena al mando de Tomás Taylor y una cañonera patriota.
Tras cincuenta minutos de intercambio de fuego vivo, la escuadrilla realista se retiró. Las averías y bajas de ambas partes no fueron significativas. Los proyectiles y munición consumidos por Primo de Rivera, especialmente en la situación de Montevideo, valían mucho más que los perjuicios ocasionados.
El gobierno emitió una proclama celebrando el fracaso del nuevo ataque:

"El gobierno de Montevideo ha invadido vuestros hogares sin respeto a las negociaciones pendientes. En los transportes de su desesperación, ha querido proporcionarse el placer de ver destruídos vuestros edificios y dar un día de consternación a vuestras inocentes familias. Pero vosotros, en la inutilidad de sus esfuerzos, habéis visto como la Providencia protege la causa del justo... Ciudadanos: es necesario que la espada rompa la cadena que nos preparan los tiranos, que más vale morir libres que vivir esclavos"
Carranza, obra citada, página 145.

### Duelo
En Buenos Aires Tomás Taylor se hizo dueño de una posada. En ella se alojó el coronel chileno Luis Carrera, con la desgracia de que en otra, situada al frente, se hospedó su adversario Mackenna. Carrera decidió retar a duelo a Mackenna para lo que solicitó a Taylor que hiciera de portador del desafío.
Taylor tenía en gran consideración a Carrera, en razón de los elogios que les hacía el cónsul Poinsett, por lo que aceptó la comisión y se ofreció para servirle de padrino en el duelo, el que finalmente se llevó a cabo y resultó en la muerte de Mackenna.

### Carmen de Patagones
Tras el armisticio logrado a instancias de la diplomacia británica y acordado en el Tratado Rademaker-Herrera por el Triunvirato y el gobierno de Portugal en Río de Janeiro representado por el teniente coronel Juan Rademaker, que implicaba el retiro de las fuerzas portuguesas al mando del General Diego de Souza que ocupaban la ribera sur del Río Uruguay e impedían el refuerzo de las fuerzas que en la campaña amenazaban el poder realista en Montevideo (por mar no era factible por cuanto Buenos Aires continuaba bloqueada por la flota española), pudo iniciarse el segundo sitio de Montevideo. 
Así, aprovechando la circunstancia favorable, Taylor, al mando del queche Hiena, la principal nave de la exígua flota revolucionaria, fue enviado apenas fue posible a Carmen de Patagones. Aunque el bloqueo continuaba la premura en enviar la principal nave de la escuadrilla en misión tan remota puede explicarse en parte por la desatención sufrida en esos primeros dos años por parte del gobierno revolucionario pero probablemente también por la desconfianza de este respecto de la lealtad de la población o de eventuales planes realistas de ocupación, en una apertura por el flanco sur similar a la que intentaría el Imperio del Brasil en 1827 durante la Guerra del Brasil.
En Patagones, los prisioneros realistas habían logrado copar la guarnición y apoderarse de la ciudad con el apoyo de buena parte de la población. Pronto tuvieron noticias del avistamiento de un buque por lo que la primera medida de los sublevados fue disponer partidas de reconocimiento para batir el área cercana e indagar acerca del buque. 
Al no encontrar al navío y suponiendo que se había dirigido al noreste para guarecerse de los temporales invernales en la cercana Bahía San Blas, uno de los realistas de nombre José Roque González partió disfrazado de gaucho como explorador y el 16 de mayo de 1812 avistó en la bahía al Hiena, consiguiendo subir a bordo y obtener información de las fuerzas de Taylor y del envío de su segundo, Tomás Fermín Jones, con instrucciones para el comandante de la plaza, Sancho. 
González convenció a Taylor de que Sancho se encontraba enfermo, por lo que el capitán del Queche entregó a González sus identificaciones y el encargo a Sancho de que de no poder asistir le remitiese un caballo, así como carne y leña que necesitaba con urgencia. González volvió entonces a Patagones y el 18 de mayo entregaba a sus compañeros los pliegos, los detalles del buque, su tripulación y armamento, y la noticia de la partida de Jones, quien con los cuatro hombres que lo acompañaban fue pronto ubicado por las partidas de reconocimiento y trasladado a Patagones en similar engaño.

#### Captura delHiena
Los sublevados resolvieron intentar atraer a Taylor a una celada y lograr el desembarco de la mayor cantidad posible de hombres de tropa del Hiena de manera de poder abordarlo.
Obligaron a Sancho a responder al oficio de Taylor y el 22 de mayo partieron con el mensaje el sargento de guarnición Domingo Fernández y el vecino Pedro Crespo. Taylor dejó al mando del Hiena a su tercero, el teniente Tomás Robinson, y marchó a Patagones con los enviados. 
En la Provincia de Río Negro, salieron a recibirlo dos de los líderes de la revuelta, Torres y Liaño. Torres, fingiendo ser Sancho, recibió los pliegos del Triunvirato. Impuesto de las necesidades de suministros del buque, lo convencieron de que la mejor opción era que dispusiera el desembarco de al menos cuarenta hombres con sus hachuelas de abordaje para cortar leña de los arbustos de piquillín, lo que con el auxilio de baqueanos que enviarían con dos carretillas, le permitiría zarpar en uno o dos días. Taylor entregó entonces a Crespo una orden firmada para Robinson en tal sentido, tras lo cual fue finalmente arrestado y conducido a Patagones.

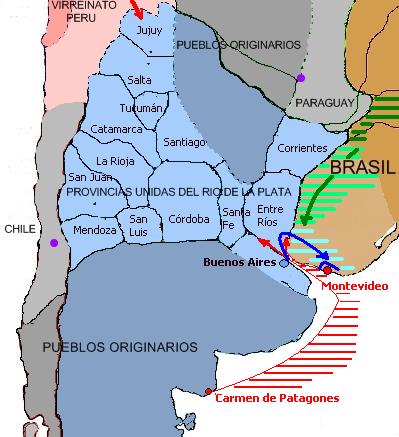
Mapa esquemático de la situación en mayo de 1812.

Al amanecer del día 23 de mayo las fuerzas realistas se emboscaron en los médanos cercanos a la playa mientras que Liaño, Fernández y otros tres hombres se acercaron a la playa con una carretilla cargada de provisiones. Conducidos a bordo del Hiena, Liaño entregó a Robinson la carta de su capitán, pero por alguna razón el teniente desconfió de la situación y solo autorizó el desembarco de 23 hombres.
Tras conseguir abordar también González y una vez reunidos en cubierta los realistas se situaron cerca de Robinson y el siguiente en el mando, el teniente Tomás Wilson, encargado de las tropas, y a una señal los atacaron a cuchillo, tras lo que acometieron a los restantes tripulantes que confiados y desarmados permanecían en cubierta forzándolos a retirarse hacia escotillas con el resto, en total cincuenta y seis, con lo que quedaron dueños de la cubierta y reforzados por tropas de tierra se adueñaron del buque. 
El hábil engaño y el audaz asalto, gracias también a la ingenuidad y falta de compromiso de las tropas adversarias (en su mayoría mercenarias) dejó seis muertos y doce heridos de arma blanca (incluyendo los oficiales Robinson y Wilson) y setenta y cuatro prisioneros, incluyendo a los dos primeros oficiales. Quedaban también en poder de los sublevados los pertrechos, las instrucciones oficiales, el mejor buque de los patriotas, los medios para contactar con Montevideo y el control de la Comandancia de Patagones. Todo sin bajas propias, siquiera heridos.
Domingo Fernández fue ascendido a capitán de dragones y designado a cargo de la comandancia mientras que el resto de los líderes sublevados, conduciendo prisioneros al comandante Sancho, al ministro Quesada, al capellán patriota José Acosta, al capitán Taylor y la oficialidad y tripulación que no se les había sumado, partieron en el Hiena a Montevideo, donde arribaron el 13 de junio y fueron recibidos con extraordinario entusiasmo.

### Céfiro
Tras la victoria de la flota patriota al mando de Guillermo Brown en el Combate de Martín García y en el del Buceo, se cerró por mar el bloqueo de Montevideo con lo que se obtuvo la rendición de la plaza el 23 de junio de 1814. Taylor una vez liberado se encontró nuevamente en servicio y se hizo cargo de la corbeta Céfiro en reemplazo de Robert Jones. 
Finalizada la campaña y desarmada por razones económicas la escuadra, la Céfiro fue puesta a remate pero no hubo interesados. El 20 de octubre de 1814 se ordenó al Comisario de Marina que entregase al sargento mayor Tomás Taylor la corbeta, anclada en Balizas, en el estado en que se hallase, y el 24 de ese mes "se previno al mismo Comisario que a dicho Taylor le franquease de los almacenes de Marina todos los útiles que necesitase para la habilitación del expresado buque, maestranza y demás, conducente a su más pronto apresto".
La tripulación recibió su salario hasta el 15 de noviembre y en diciembre pasó a reparaciones en Barracas. Una vez reparada condujo a Río de Janeiro una representación diplomática ante la corte portuguesa regresando a Buenos Aires el 29 de marzo de 1815. 
El 13 de mayo el gobierno asignó patente, considerada la primera extendida para el corso marítimo organizado contra España. Zarpó de Buenos Aires el 1 de agosto de 1815 bajo el mando de Taylor (que aparece como armador) portando solo dieciséis cañones de a diez y de a dieciocho libras. Su agente era Guillermo G. Miller. Capturó la fragata mercante Nuestra Señora de Monserrat a la altura de Cabo Frío, en la costa del Brasil, y la goleta negrera Divina Pastora.
El 7 de octubre de 1815 varó en el Banco de la Ciudad, a las afueras del puerto de Buenos Aires, se partió en dos y se hundió el día 8, sin producirse bajas entre la tripulación. La patente fue devuelta por Taylor y cancelada el 16 de octubre de 1815.
En marzo de 1816 adquirió la goleta Santafecino (la Romp de bandera norteamericana, con intervención en la Guerra de 1812 contra los británicos) que portaba ocho cañones de 12 libras. Rebautizada Altívela y luego Atrevida actuó en corso al mando de Squire Fisk capturando su primera presa el 15 de abril de 1816. Al año siguiente comandada por J.S. Grennolds recorrió las costas de Cádiz hostigando el comercio español. Ese mismo año Taylor adquirió otro navío, el Mendocino.
En 1817 Taylor inició un nuevo corso al mando del bergantín Patriota (ex Four of July, apodado Enemy of Tyrans. El 24 de enero capturó a la goleta española Conejo, el 6 de febrero hundió a la goleta La Baja, en marzo hundió una goleta, 22 faluchos y una balandra frente a Cuba, el 10 de mayo capturó a la balandra Carmen y el 16 de octubre al bergantín Manco. 
En abril Taylor entró a Puerto Príncipe, Haití, intimando al dictador Alexandre Petion a que en un plazo de cuatro días devolviera todos los buques y carga que había confiscado por un valor de 25 millones de dólares. Para presionar, detuvo un buque haitiano en viaje a los Estados Unidos y amenazó con capturar a todo barco haitiano que estuviera a su alcance. Petion accedió al requerimiento e hizo desagraviar el pabellón. 
El 18 de octubre frente a Trafalgar combatió con una escuadrilla de barcos piratas argelinos. El 21 destruyó frente a Cádiz dos faluchos y 2 goletas y el 10 de noviembre capturó un lugre soportando un intenso fuego de las baterías de Tenerife. 
Ese año Thomas Taylor pudo conformar una flota con la cual llegó a bloquear brevemente el puerto de Santiago de Cuba.